# المدرسة الفيضية
المدرسة الفيضية من أهم المدارس في حوزة قم العلمية وهي المركز الأساسي لتعليم الفقه الشيعي في إيران.تقع المدرسة في شمال الصحن العتيق لحرم فاطمة بنت موسى الكاظم ويعزى بناء هذه المدرسة إلى شاه طهماسب وفقا لما ثبت في للوحة المعلقة على جدار الإيوان الجنوبي. وكان فتح علي شاه قد أقدم على تشييد البناء الحالي سنة 1213 و1214 هـ ق.
تخرج من هذه المدرسة الكثير من كبار العلماء الذين حلّوا فيها لطلب العلم والتدريس وقد سكنوا في نفس الوقت في هذه المدرسة. ومن أهم غرف هذه المدرسة غرفة الخميني التي استقر فيها أيام قدومه إلى مدينة قم لمواصلة مشواره الدراسي.
كان لهذه المدرسة الدور البارز في انطلاق الثورة الإسلامية ونجاحها كما وساهمت مساهمة فاعلة في ذلك حيث كانت تقام فيها الاحتجاجات وتلقى الخطب من على منبرها.
بني في الطابق السفلي من المدرسة بعد الثورة الإيرانية قبو(سرداب) كما تم إعادة بناء المكتبة وتوسيعها.

## التسمية
قيل إن تسمية هذه المدرسة بـ الفيضية جاءت نسبة إلى الفيض الكاشاني من المعممين في العهد الصفوي وصهر ملا صدرا الشيرازي، والذي كان استاذا في تلك المدرسة وكانت محلا لإقامته، فترة حضوره في مدينة قم.
وهناك من يدعي أن هذه التسمية كانت بعد إعادة بناء المدرسة في العهد القاجاري وباقتراح علماء تلك الفترة. وقد يكون الرأي الأرجح هو الثاني نظرا إلى أن أسرة الفيض كانت تتحمل مسئولية الإدارة الدينية للمدينة حينئذ.

## العمارة
واجهة بوابة هذه المدرسة مصممة على نمط العقد القوطي. طول الصحن الأصلي لهذه المدرسة 50 مترا وعرضه 89 مترا.لها أربعة إيوانات في طابقي المدرسة.
هناك أربعون غرفة في الطابق الأرضي وأربعون غرفة في الطابق الأعلى. وقد زينت واجهة باب المدرسة والإيوانات ومقدمة الغرف.

## تاريخ المدرسة
مدرسة الفيضية ومدرسة دار الشفاء من المدارس العلمية المهمة في مدينة قم وقد أسستا في العهد الصفوي. وسبق تأسيس المدرسة الفيضية، مدرسة دار الشفاء، وقد اكتسبت المدرسة الفيضية مزية خاصة لقربها من حرم فاطمة بنت موسى الكاظم والتصاقها به تقريباً.
إن اللوحة المعلقة على واجهة باب الإيوان الجنوبي للمدرسة الذي ينفتح على الصحن تظهر أن المدرسة من الأبنية التي شيدت في عهد الشاه طهماسب الأول.
وقد جاء في هذه اللوحة النص التالي:
«قد اتفق بناء هذه العمارة الشريفة والعتبة السنية والسدة العلية الفاطمية في زمان دولة سلطان أعاظم السلاطين برهان أكارم خلف الخواقين خليفة الأنبياء والمرسلين والأئمة الطاهرين المعصومين مشيد مباني الشريعة المصطفوية مؤسس أساس الملة المرتضوية رافع ألوية العدل والإحسان أبوالمظفر شاه طهماسب بهادر خان... بسعاية أكابر السادات والنقباء الأشراف الأمير شرف الدين إسحق تاج الشرف الموسوي في سنة 934 ق»
ووفقا للمصادر التاريخية يرجع تاريخ البناء الأول للمدرسة والتي كانت تسمي مدرسة الآستانة إلى القرن السادس الهجري واشتهرت بهذا الاسم حتى أواخر القرن الحادي عشر. وقد أشارت الوثائق المتبقية من ذلك القرن إلى هذه المدرسة. ثم تم إعادة بناء هذه المدرسة في العهد الصفوي وأصبحت تدعى المدرسة الفيضية. وفي النصف الأول من القرن الثالث عشر حلّ بناء المدرسة الفيضية محل مدرسة «آستانة».
يعود البناء الحالي إلى عهد الملك القاجاري فتح علي شاه بعد أن هدم البناء السابق وأعاد بناء هذه المدرسة مرة أخرى مع إحداث توسعة في مساحتها.
طول هذا البناء 75 ذراعا (يعادل الذراع الواحد 104 سانتيمترات.) وعرضه 50 ذراعا، ويحتوي على أربعين غرفة في الطابق الأرضي وله أربعة أيوانات عالية و12 غرفة وحوض مربع طول ضلعه 12 ذراعا.

## مراحل البناء الجديد
تاريخ البناء الأول يعود إلى العهد الصفوي. وقد كان البناء الأول منفصلا عن حرم فاطمة بنت موسى الكاظم وكان هناك طريق واصل بينهما يمكن رؤيته في خرائط بعض سياح تلك الفترة كـ شاردن واولياريوس. وفي فترة حكم فتح علي شاه تم ترميم وتوسيع بعض أقسام المدرسة. وأنشأ سد على النهر المحاذي للمدرسة في نفس الفترة فمنح جزء من الأراضي الحاصلة من ذلك إلى المدرسة والباقي إلى مباني الشاه الثلاثة.
وبعد عملية توسعة المدرسة اتصلت المدرسة بصحن حرم فاطمة بنت موسى الكاظم وأصبحت واجهة بوابة المدرسة، الإيوان الجنوبي للمدرسة، وهي الواجهة التي بناها تاج الدين الشرف الموسوي في سنة 939 هـ ق.
رمم المدرسة الحاج علي محمد عم الميرزا علي أكبر الفيض مؤلف كتاب تاريخ قم، مرة أخرى في سنة 1255هـ ق. وذكر مؤلف الكتاب أن المدرسة كانت ذا طابق واحد حين الترميم وإن كانت هناك أربعة غرف فوق الطابق الأرضي في جانبي الإيوان الشرقي والغربي والشمالي.ثم بُنيت غرف في الجانب الشمالي والشرقي من الطابق الأعلى للمدرسة بواسطة آية الله ميرزا محمد الفيض وفي سنة 1340ق ش انجز آية الله ميرزا محمد الفيض بناء باقي غرف المدرسة.وكانت هناك غرفة مزينة خلف الإيوان الغربي خصصت للشاه القاجاري نفسه.
كما بنى آية الله الحائري المكتبة العامّة الاوّلى في تلك الغرفة سنة 1351ق وبنى آية الله البروجردي الطابق الثاني على الإيوان الغربي حيث أنشأت خزانة الكتب وصالتين كبيرتين للمطالعة مكان مطبخ الشاه.

## مكتبة المدرسة الفيضية

### تاريخ التحول والتوسعة
تتوفر المدرسة الفيضية على مكتبة جيدة تضم كتبا وقفها الشاه عباس فضلا عن الكتب التي أوقفها الشيخ البهائي إلى المدرسة وأناط مسئولية إدارتها لابن أخيه حسين بن عبد الصمد.
بنيت المكتبة العامّة في هذه المدرسة في 20 جمادي الثاني 1343 هـ ق عقب تأسيس حوزة قم العلمية على يد آية الله الحائري سنة 1340 هـ ق. تقع في الجانب الغربي من الطابق الأعلى للمدرسة.
تم توسيع المكتبة وإضافة الكتب إليها إلى سنة 1423 هـ في مرحلتين قبل انتصار الثورة الإسلامية: المرحلة الأولى إبّان زعامة آيت الله البروجردي فتوسعت المكتبة وزيدت فيها كتب ثمينة ونادرة، والمرحلة الثانية كانت متزامنة مع زعامة آية الله الكلبايكاني حيث تم بناء صالة كبيرة.
كما أن الخميني أمر بتطوير المكتبة بعد الثورة الإيرانية.
وفي سنة 1416هـ ق تم تخصيص مبنى جديد للمكتبة في الجانب الشمال الشرقي من المدرسة بأمر من الخامنئي وافتتح البناء الجديد سنة 1423هـ ق وتدعى هذه المكتبة اليوم مكتبة آية الله الحائري.

### مسئولوا المكتبة
أول من تولى إدارة المكتبة هو ابن أخ الشيخ البهائي ثم انتقلت إلى عبد الحسين الداري أيام المرجع الشيخ آية الله الحائري حتى سنة 1377 هـ ق ثم تولى بعده إدارة المكتبة مجتبى محمدي العراقي. فيما يتولى حسن رجبيان إدراتها حاليا.

### أقسام المكتبة
بعد التوسعة والتغيير الذي طال المكتبة بأمر من الخامنئي تشكلت عدة أقسام في المكتبة وذلك توفيرا لوقت الباحثين والمحققين وتسهيلا لتناولها أثناء البحث والتحقيق.
ومن هذه الأقسام:
خزانة المخطوطات، وخزانة الكتب المطبوعة، وقسم الإعارة، وقسم الرسائل الجامعية، وقسم الكتب الرقمية. وتضم هذه المكتبة صالتين للمطالعة: صالة عامّة وصالة خاصة بالباحثين والمحققين.

### الكتب والموضوعات
بلغ عدد الكتب إلى نهاية الأربعينيات إلى ما يقارب 5000 مجلد ووصل هذا العدد إلى زهاء 24500 مجلد إلى نهاية الستينات وقد بلغ 90 ألف مجلد إلى سنة 1428هـ تتوزع على 25 موضوعا رئيسيا، منها: علوم القرآن، والتفسير، والحديث، والأصول، والفقه، والفهرسة والتراجم والرجال، والفلسفة، والكلام، والمنطق، والصرف والنحو، والمعاني والبيان، والأدعية والزيارات، والتاريخ والجغرافيا، واللغة، الطب، والحقوق، وعلم النفس، وعلم التربية، وعلم الأخلاق، والعرفان، والمواعظ والمناقب، ومصائب أهل البيت (ع)، والدواوين، والأدب ويبلغ عدد الكتب المخطوطة 2600 مجلد، قام بفهرستها الشيخ رضا استادي.

## الحوادث الهامة

### الهجوم على المدرسة الفيضية
بعد أن فضح الخميني خيانة الشاه (محمد رضا بهلوي) في لائحة المجالس المحلية واللوائح الستة والثورة البيضاء وأعلن الحداد العام في نوروز سنة 1382ق، داهمت قوات الشاه المدرسة الفيضية في يوم 26 شوال وقد زامنت هذه الحادثة ذكرى وفاة جعفر الصادق وبعد أن واجهت صمود الطلبة ورجال الدين أمطرتهم بوابل من الرصاص فسقط الكثير منهم شهداء فيما أصيب عدد كبير من الطلاب بجروح، وقد أقدم رجال الشاه على ارتكاب مجزرة وقاموا باقتراف جناية يندى لها جبين البشرية عندما ألقوا بعدد من طلاب الحوزة من سطح المدرسة مما أدى إلى استشهادهم.

### اعتقال الخميني في محرم 1383هـ ق
حضر روح الله الخميني عصر عاشوراء سنة 1383ق إلى المدرسة الفيضية وألقى خطابا شديدا اللهجة هاجم من خلاله النظام البهلوي ورجال الدولة الأمريكيين والإسرائيليين. كان الحضور الشعبي في هذه المحاضرة كبيرا جدا حيث امتلأت صحون المدرسة الفيضية ومدرسة دار الشفاء وصحن حرم فاطمة المعصومة وساحة آستانة. وعلى إثرها اعتقلت قوات الشاه الخميني وساقته إلى أحد السجون في مدينة طهران. فاندلعت ثورة 12 محرم 1383 (15 خرداد) إثر تلك الواقعة.

## مواضيع ذات صلة
- الشيعة
- الحوزة العلمية
- قم

## الهوامش
1. ↑  Wiki Loves Monuments monuments database، 2 نوفمبر 2017، QID:Q28563569
2. ↑   https://iranarchpedia.ir/entry/35964. {{استشهاد ويب}}: |url= بحاجة لعنوان (مساعدة) والوسيط |title= غير موجود أو فارغ (من ويكي بيانات) (مساعدة)
3. ↑  الخوانساري، ص18.
4. ↑  أحمد باقري، م ص22 ـ 13.
5. ↑  محمد شريف الرازي، ج1، ص39.
6. ↑  محمد حسين ناصر الشريعة، ص155.
7. ↑  المدرسي الطباطبائي، ص127.
8. ↑  حسن زنده دل ودستياران، ص57.
9. ↑  المصدر، ص156.
10. ↑  راجع: گنجينۀ آثار قم، نقل از دانشنامه تاريخ معماري إيران شهر، مدخل مدرسة فيضية.
11. ↑  المدرسي الطباطبائي، ص129.
12. 1 2  كتابخانه آيت الله حائري نسخة محفوظة 4 أبريل 2016 على موقع واي باك مشين.
13. ↑  کتابخانه آیت الله حائری نسخة محفوظة 18 ديسمبر 2014 على موقع واي باك مشين.
14. ↑  مركز اسناد انقلاب إسلامي مركز اسناد الثورة الإسلامية. [وصلة مكسورة] نسخة محفوظة 13 يناير 2016 على موقع واي باك مشين.